# Pragtrøllike
Pragtrøllike (Achillea filipendulina), ofte skrevet pragt-røllike, er en staude med en opret vækstform. Planten bliver 1 meter høj, men kræver ingen opbinding. Den krydrede duft findes i både stængler, blade og blomster. Planten indeholder stoffer, som giver sår efter påvirkning af sollys.

## Beskrivelse
Skuddene er stive og forvedder hurtigt. De er glatte og grå. Bladene er spredte og dobbelt fjersnitdelte. Over- og underside er grågrøn. Blomsterne sidder samlet i store, endestillede kvaste, som ligner skærme. Alle blomster er klart gule. Frøene modner sjældent i Danmark. Rodnettet er højtliggende. 
Højde x bredde og årlig tilvækst: 1 x 2 m (100 x 10 cm/år). 

## Voksested
Pragtrøllike gror på tørre, solåbne stepper i Italien, på Balkan, Kaukasus og Mellemøsten og Danmark.  
I det østlige Tyrkiet findes den sammen med bl.a. cikorie, alm. fjergræs, alm. kællingetand, bleg hør, lammeøre, lucerne, russisk mandstro og småblomstret salvie.